# Каса де Нариньо
«Каса де Нариньо» (исп. Casa de Nariño — «Дом Нариньо») является официальной резиденцией президента Колумбии. Находится в столице Колумбии, Боготе. Дворец назван в честь Антонио Нариньо в 1908 году, так как здание было построено на месте дома, где он родился. Оформление интерьеров выполнено архитекторами Гастоном Леларжем (французского происхождения, ученик Шарля Гарнье) и Хулианом Ломбаной.
В 1980 году в здание были внесены дополнения. Во дворце находятся произведения искусства и антикварная мебель. В саду есть обсерватория, построенная монахом-архитектором Фраем Доминго де Петресем в 1802—1803 годах.
Президентский дворец расположен на Седьмой улице (Calle Séptima) между Седьмой (Carrera Séptima) и Восьмой (Carrera Octavo) дорогами, в историческом районе Ла-Канделария. Южная сторона дворца обращена к церкви Сан-Агустина и зданию Министерства финансов, и статуе Антонио Хосе де Сукре.
На восточной стороне находится Республиканский дом, бывший Imperial Hotel, площадь Аякучо и Президентское Административное здание. На западной стороне Восьмой улицы (Carrera Octavo) расположен монастырь Сан-Агустин и здание вице-президента, оба они были построены на тех местах, где стоял дом Камило Торреса и Управление Ботанической экспедиции. На северной стороне оружейная площадь, статуя Антонио Нариньо, Патио-де-Рафаэль Нуньес и Национальный Капитолий, построенный между 1847 и 1926 годами.

## История
Дом, в середине улицы Каррера, был куплен Висенте Нариньо в 1754 году за 5 200 patacones. Там, он жил со своей женой, Кэтрин, и детьми в течение 30 лет, пока Висенте не умер. В 1778 году его жена и дети получили дом в наследство.
9 апреля 1765 года родился третий из восьми детей в семье Нариньо, Антонио Нариньо у Альварес, колумбийский национальный герой Независимости и переводчик Всеобщей декларации прав человека с французского языка на английский. После семьи Нариньо дом много раз перепродавался. Первый президентский дворец, где Симон Боливар провозгласил независимость Колумбии, был расположен в западной стороне площади Боливар в Боготе. 16 ноября 1827 года произошло одно из самых сильных землетрясений в истории города и дворец был частично разрушен. Симон Боливар указал купить дворец Сан-Карлос у Хуана Мануэля Аррублы, чтобы сделать там президентский дворец. 23 октября 1885 года президент Рафаэль Нуньес законом № 85 приказал купить дом, где родился Антонио Нариньо для того, чтобы превратить его в президентский дворец из-за своей красоты, исторической ценности и близости к Национальному Капитолию.
Когда в 1885 году закончилась гражданская война дом Нариньо стал официальной резиденцией президента Колумбии до 1892 года. Впоследствии президентская резиденция была перенесена снова во дворец Сан-Карлос, использовавшийся как штаб-квартира военного министерства, Национального архива и факультета Национального университета математики. 9 апреля 1906 года генерал Рафаэль Рейес нанял французского архитектора Гастона Леларжа и колумбийского архитектора Джулиана Ломбану для сноса и реконструкции дома. Архитекторы увеличили здания до двух этажей, разработали просторные залы и украсили фасад резным камнем работы швейцарского скульптора Луиджи Рамелли. 20 июля 1908 года здание было официально открыто в качестве президентского дворца. Во время правления Эдуардо Сантоса был построен третий этаж и терраса на крыше с вертолётной площадкой. Аппарат Правительства оставался в президентском дворце до 1954 года, когда Густаво Рохас Пинилья переместил его во дворец Сан-Карлос.
В 1972 году был предложен план реконструкции и расширения дворца, окончательно эти изменения были сделаны во время президентства Альфонсо Лопеса Микельсена, между 1974 и 1978 годами. Фасад был сохранён в прежнем виде, переделаны были сады, Национальная обсерватория, оружейная площадь, портик и западное крыло. Дворец стал полностью изолированным от других зданий. Реставрационные работы проводились по проекту архитектора Фернандо Алсины, аудитора Министерства общественных работ. Были снесены дома Ботанической экспедиции, администрации почты и дом Камило Торреса. Общая стоимость работ встала в 250 млн колумбийских песо.
Большое количество зданий рядом с «Каса де Нариньо» были объявлены национальными памятниками Колумбии, в том числе астрономическая обсерватория, Национальный Капитолий, дворец Эчеверри, Церковь Сан-Агустина с обителями, церковь Санта-Клара, колледж Сан-Бартоломе, площадь Боливара и исторический центр Ла Канделария. Перемещение офиса президента обратно в «Каса де Нариньо» заняло около десяти месяцев. В 1980 году дворец был открыт заново во время правления Хулио Сесара Турбая. 1 апреля 1979 года Центральный банк Колумбии запустил первую серию банкнот в 1000 песо, изображающих президентский дворец. 11 декабря 1979 года первая трансляция цветного телевидения в Колумбии ознаменовалась показом нового фасада дворца. 7 августа 2002 года во время инаугурации Альваро Урибе Велеса самодельная ракета врезалась в карниз западного фасада, трое солдат получили ранения, 13 человек были убиты в результате террористических атак по всему городу. 9 марта 2007 года была украдена картина «El Cóndor», 1971 года, работы Алехандро Обрегона, украшавшая кабинет совета министров. Через несколько часов выяснилось, что телохранитель президента украл картину и что она хранится в доме по соседству.

## Архитектура
На северной стороне дворца, на оружейной площади, с воинскими почестями встречают иностранных гостей. На северной стороне этой площади две скульптуры: реплики из доколумбовой каменной антропоморфной скульптуры под названием «Бог Смерти» (El dios de la muerte), а также, скульптура Эдгара Негрета, 1979 года под названием «Линчеватели» («Vigilantes»), состоящая из 10 красных изогнутых алюминиевых пластин и посвященная любви и чувствам. На западной стороне площади находятся фонтан и флагшток.
Национальная обсерватория является старейшей в Америке, именно там лидеры движения за независимость планировали заговор 20 июля, первый шаг к колумбийской независимости. В настоящее время обсерватория является частью национального университета.
На оружейной площади каждый день происходит традиционная смена караула дворцовой стражи — 37-го пехотного батальона (Президентская гвардия). В передней части оружейной площади стоит статуя Антонио Нариньо, французского скульптора Анри Гребера Леона, сделанная в 1910 году и открытая 19 июля 1980 года.
На первом этаже находится Зал флагов, в котором флаги Вооруженных Сил Колумбии расположены следующим образом: флаги ВВС, ВМС, полиции и центрального командования. В передней части — флаги Картахены, Кундинамарки, Испании, созданной Франсиско де Мирандой для Соединенных провинций Новой Гранады и флаг 20 июля (флаг Боготы).
Следующий зал служит приемной для посетителей. В нём находится большая картина, изображающая Иисуса, работы Грегорио Васкеса де Арсе у Себальоса.
Ещё одной интересной частью дворца является Салон Людовика XV или салон Карлоса Ольгина, названный живописи бывшего президента Карлоса Ольгина. Здесь также находится живописные полотна президента Рафаэля Рейеса. Мебель в комнате в стиле Людовика XV, люстра на потолке сделана из муранского стекла с инкрустациями из бронзы.
Дальше находится двор с фонтаном и скульптурами. За двором есть галерея, в которой есть портреты последних 25 президентов, и первого — Симона Боливара. Каждый первый портрет удаляется после вступления нового президента в должность. Внизу есть конференц-зал. На первом находится скульптура римского бога, сделанная во II веке, подаренная правительством Италии в 1956 году. В передней части входа — лестница Почета, ведущая на второй этаж с двумя небольшими скульптурами воинов. Лестница является частью оригинальной конструкции дворца.
На втором этаже есть прихожая с картиной Тито Саласа, изображающей произнесение Боливаром речи. Тут стоит немецкое фортепиано, принадлежавшее Мануэле Саэнс, два мраморных бюста Симона Боливара и Франсиско де Паула Сантандера, работы Пьетро Тенерани. В передней части лестницы — гостиная Амарилло, в которой иностранные послы вручают верительные грамоты президенту. Гостиная сделана из бамбука и украшена Луиджи Рамелли. В Гобеленной комнате есть несколько гобеленов, сделанных во Франции.
На северной стороне располагается кабинет министров. В гостиной проходят инаугурации государственных служащих и приемы знаменитых людей. Кабинет президента украшен портретами Симона Боливара, Франсиско де Паула Сантандера и Антонио Нариньо.
Основная столовая известна как синий зал. Он украшен ландшафтами разных регионов Колумбии, написанными Антонио Баррерой и вазами, подаренными правительством Китая. За этой комнате, находится Колониальный зал, украшенный портретом испанского вице-короля Себастьяна де Эславы. Часовня этой комнаты была построена по приказу Лоренсита Вильегаса и она была использована папой Иоанном Павлом II во время его визита в Колумбию в 1986 году.
Зал Боливара предназначен для встреч и торжественных мероприятий. Оформлен в стиле ампир, с выпуклыми зеркалами и часами XIX века, работающими до сих пор.
Дворец охраняется подразделением армии Колумбии, 37-м пехотным батальоном, также известным как батальон президентской гвардии, созданным указом президента Мигель Абадиа Мендеса 7 сентября 1927 года. Его предшественником является так называемый Почетный караул Симона Боливара, созданный в 1814 году по его приказу. Батальон является частью 5-й дивизии армии (13-я пехотная бригада), и состоит из 1400 человек. Он также имеет свой собственный военный оркестр. Их девиз: «В защиту чести до смерти» — «En Defensa del Honor Hasta la Muerte».